# Арчедино-Чернушинский
Арчеди́но-Черну́шинский — хутор во Фроловском районе Волгоградской области России. Входит в Арчединское сельское поселение.

## Топоним и статус

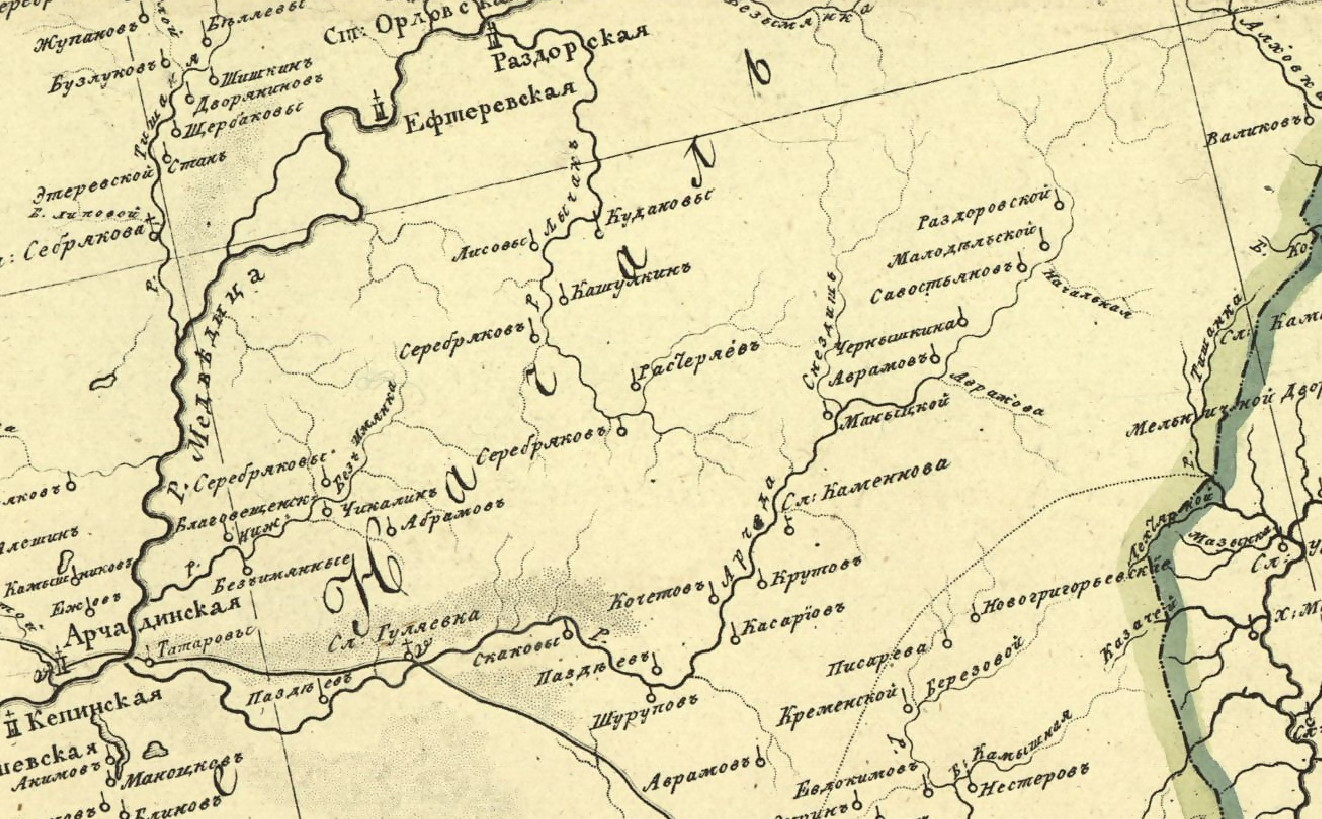
Деревня (согласно условным обозначениям) Чернышкина на Столистовой карте издания 1816 года

В исторических источниках встречаются и другие названия населённого пункта: хутор Арчадино-Чернушенский, слобода Арчадино-Чернушенский, посёлок Чернушенский.

## География
Хутор находится в степной местности на востоке Фроловского района, в пределах Приволжской возвышенности, являющейся частью Восточно-Европейской равнины, на левом берегу реки Арчеды. Почвы — тёмно-каштановые солонцеватые и солончаковые.

### Климат
Климат умеренный континентальный (согласно классификации климатов Кёппена — Dfa). Многолетняя норма осадков — 413 мм. Наибольшее количество осадков выпадает в июне — 48 мм, наименьшее в марте — 22 мм. Среднегодовая температура положительная и составляет + 7,0 °С, средняя температура самого холодного месяца января −9,1 °С, самого жаркого месяца июля +22,7 °С.

## История

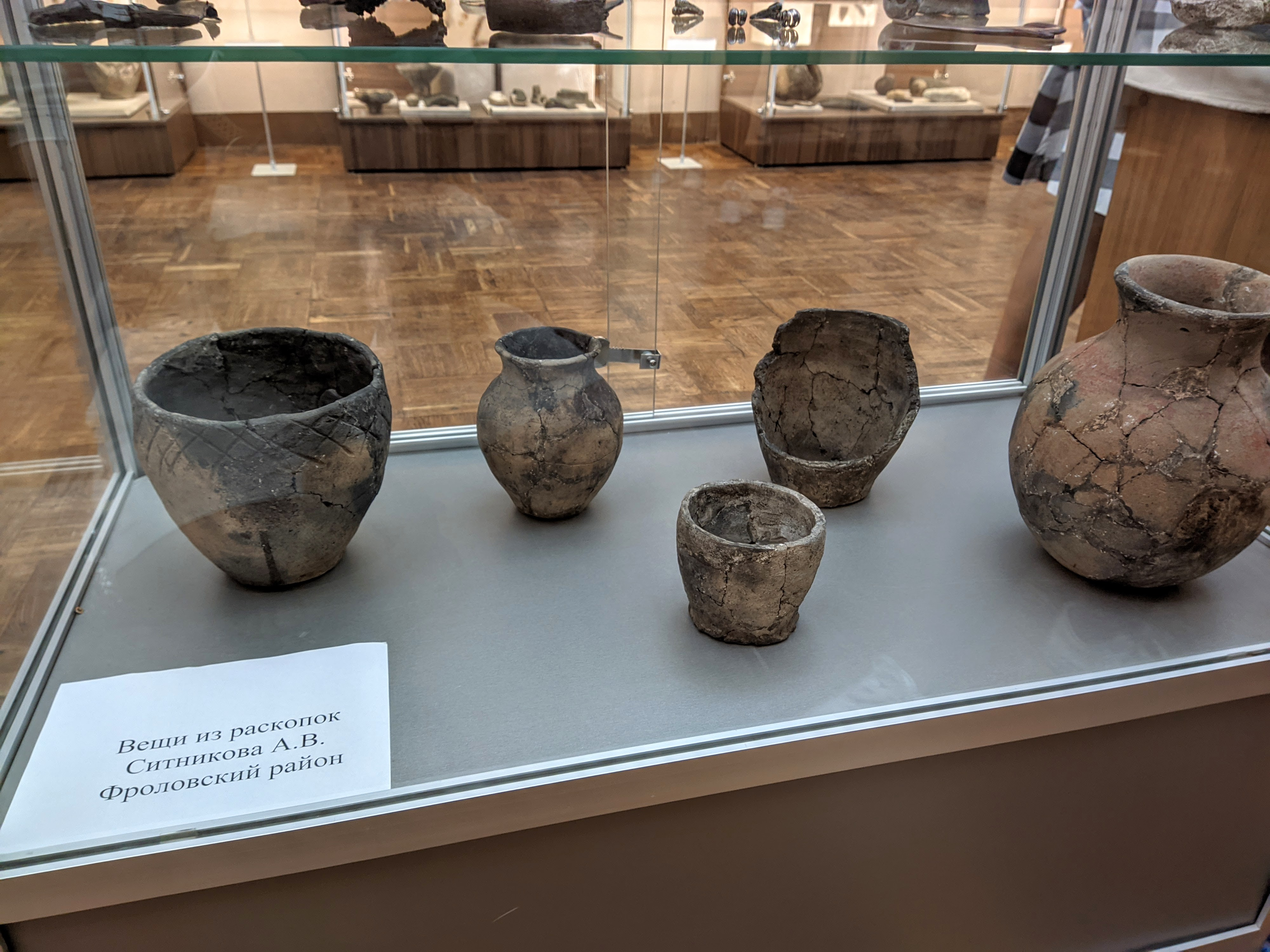
Находки из кургана близ хутора. Коллекция Волгоградского областного краеведческого музея

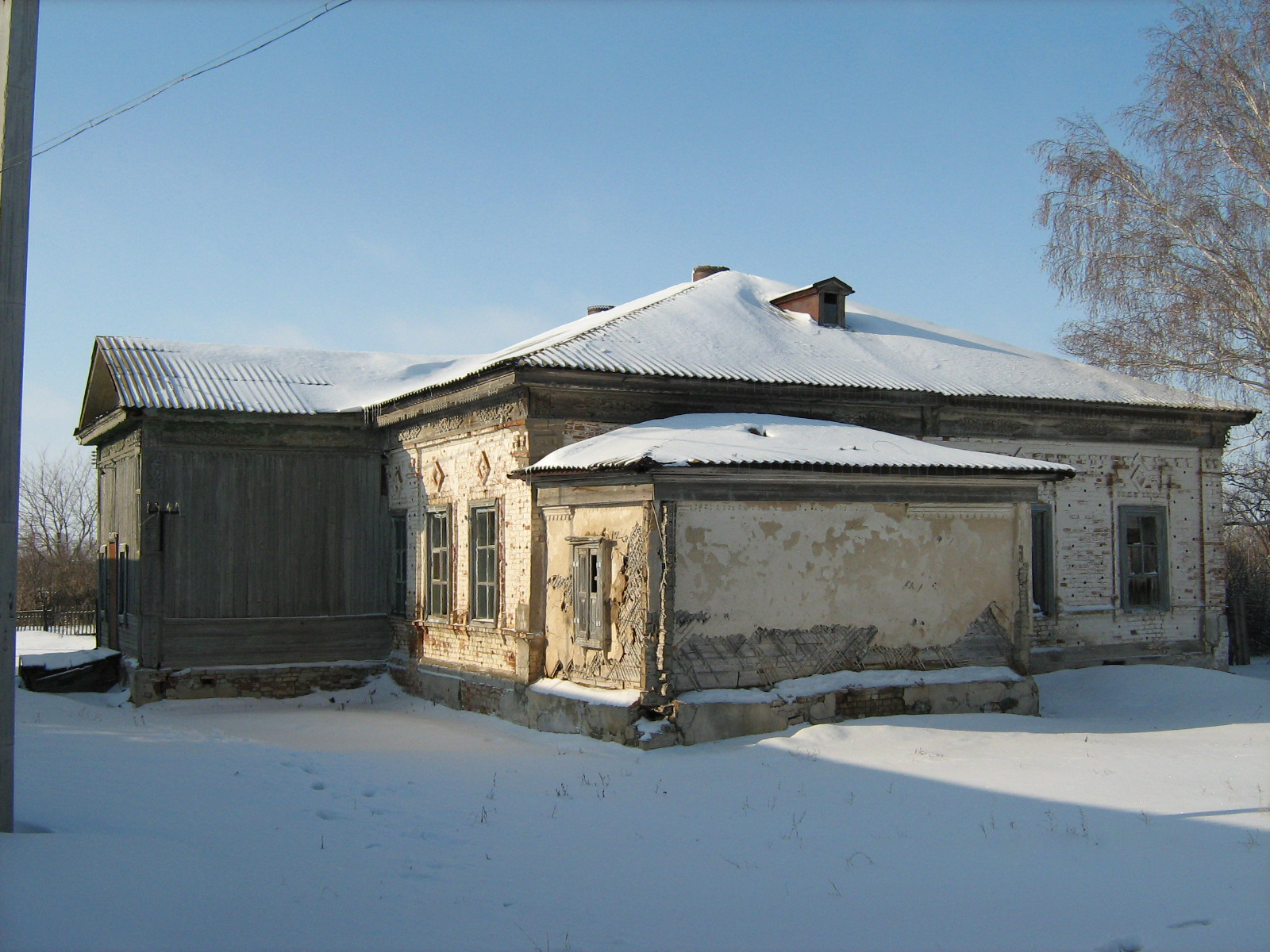
Кирпичное дореволюционное здание, в котором с 1918 по 1994 год располагалась школа

В окрестностях хутора найдены захоронения срубной культуры и сарматов, о чём свидетельствует наличие курганов с захоронениями соответствующих времён. В окрестностях хутора выявлены следующие памятники археологии: курганная группа «Арчедино-Чернушенская» (III тыс. до н. э. — XV в. н. э.), курганная группа «Арчедино-Чернушенская I» и одиночный курган «Арчедино-Чернушенский I». По результатам раскопок одного из курганов установлено, что он содержит захоронения, которые производились примерно с середины II тысячелетия до н. э. до середины II тысячелетия н. э. В нижних слоях захоронения относятся к срубной культурно-исторической общности, в верхних — к сарматам.
Дата основания не установлена, но упоминания о посёлке встречаются в конце XVIII века.
Первоначально известен как посёлок Чернушенский, затем Арчадинско-Чернушенский. Посёлок являлся волостным центром Арчадинско-Чернушенской волости Усть-Медведицкого округа Области Войска Донского.
К 1823 году посёлок Чернушкин состоял из одного деревянного господского дома и 28 крестьянских домов.
В 1903 году в слободе была построена каменная церковь Александра Невского. Закрыта осенью 1929 года.
К 1915 году население посёлка резко выросло, посёлок получил статус слободы. Согласно алфавитному списку населённых мест Области Войска Донского 1915 года в слободе Арчадинско-Чернушенской имелось волостное правление, почтово-телеграфное отделение, кредитное товарищество, одна церковь, министерское училище, церковно-приходское женское училище, земельный надел сельского общества составлял 640 десятин, всего в слободе проживало 887 мужчин и 853 женщины.
Зимой или весной 1918 года в Арчедино-Чернушинской волости был создан Совет казачьих, крестьянских и рабочих депутатов.
Осенью 1920 года в слободе Арчедино-Чернушенской Хопёрского округа произошёл бунт на почве взимания продразвёрстки. По состоянию на 1921 год в хуторе было три детских приюта, в которых воспитывался 91 ребёнок.
В 1933—1957 годах существовала Арчедино-Чернушенская машинно-тракторная станция (МТС).

### Во время Великой Отечественной войны
В период Сталинградской битвы, с августа по декабрь 1942 года хутор принял инфекционный госпиталь № 803.
Умерших от ран советских воинов хоронили в братских могилах.
По информации райвоенкомата на 2014 год в «Братской могиле советских воинов, погибших в период Сталинградской битвы», 1942—1943 гг., 1960 г., расположенной по адресу: Российская Федерация, Волгоградская область, Фроловский район, х. Арчедино-Чернушенский, центр, захоронено 28 известных военнослужащих, памятник установлен в 1960 году. Мемориальная надпись: «Вечная память Героям, павшим за свободу и независимость нашей Родины 1942—1943 гг.».

### Административно-территориальное деление
В 1921 году включён в состав Царицынской губернии. С 1928 года — в составе Фроловского района Сталинградского округа (упразднён в 1930 году) Нижне-Волжского края (с 1934 года — Сталинградского края, с 1936 года — Сталинградской области, с 1961 года — Волгоградской области). Решением исполнительного комитета Сталинградского областного Совета депутатов трудящихся от 26 сентября 1957 года № 21/540 «Об объединении Арчединского и Арчедино-Чернушинского сельских Советов Фроловского района» Арчединский и Арчедино-Чернушинский сельские Советы были объединены в один Арчединский сельсовет с центром Совета в поселке Образцы.

## Население
| Годы      | 1873 | 1897 | 1915 | 2002 | 2010 |
| --------- | ---- | ---- | ---- | ---- | ---- |
| Население | 481  | 490  | 1740 | 314  | ↘270 |

1873 год: из них 270 человек мужского пола, 211 — женского; в посёлке насчитывалось 66 крестьянских двора и 5 изб;
1897 год: из них 234 человека мужского пола, 256 — женского, из которых грамотных мужчин — 88, женщин — 12; в посёлке насчитывалось 92 крестьянских двора;
1915 год: из них 887 человек мужского пола, 853 — женского; в слободе насчитывалось 145 крестьянских дворов.

## Инфраструктура
В хуторе находятся школа, медпункт, отделение Почты России, магазин. Есть асфальтированные дороги. Хутор электрифицирован и газифицирован.
До Великой Отечественной войны действовал клуб

### Транспорт
У хутора проходит автодорога, связывающая город Фролово и село Ольховку (упоминается в «Атласе автомобильных дорог СССР»). По автомобильным дорогам расстояние до районного центра города Фролово — 42 км, до областного центра города Волгоград — 180 км.
До 1941 года действовада автогужевая дорога «Фролово — Арчедино-Чернушинский — Благодатный — Терновка — Любимовский — Головской — Грачи — Вешенский — Ляпинский»

## Объекты культурного наследия
В хуторе находятся несколько объектов культурного наследия.
Надгробие на могиле помещика Леонида Ивановича Чернушкина (1848—1910). Представитель казацкого рода Чернушкиных, которые владели поселением на протяжении длительного времени, что отразилось и в названии хутора. Выполнена из чёрного камня. Не входит в официальный список объектов культурного наследия.
Могила учёного-мелиоратора Александра Михайловича Жеребцова. Жеребцов был помещиком и первым в России практиком-мелиоратором. Он получил известность известность благодаря созданной в этих местах в конце XIX — начале XX века системе мелиорации. Созданные им пруды сохранились до сих пор. На средства Жеребцова в хуторе была построена каменная церковь Александра Невского, которая не сохранилась. Скончался Жеребцов в 1917 году, тогда же похоронен здесь. Могила является памятником истории регионального значения:№ 2505.
Братская могила советских воинов, погибших в период Сталинградской битвы представляет собой захоронение 28 бойцов Красной Армии, погибших в Сталинградской битве в 1942 году. Надгробие установлено в 1960 году. Памятник истории регионального значения:№ 2511.

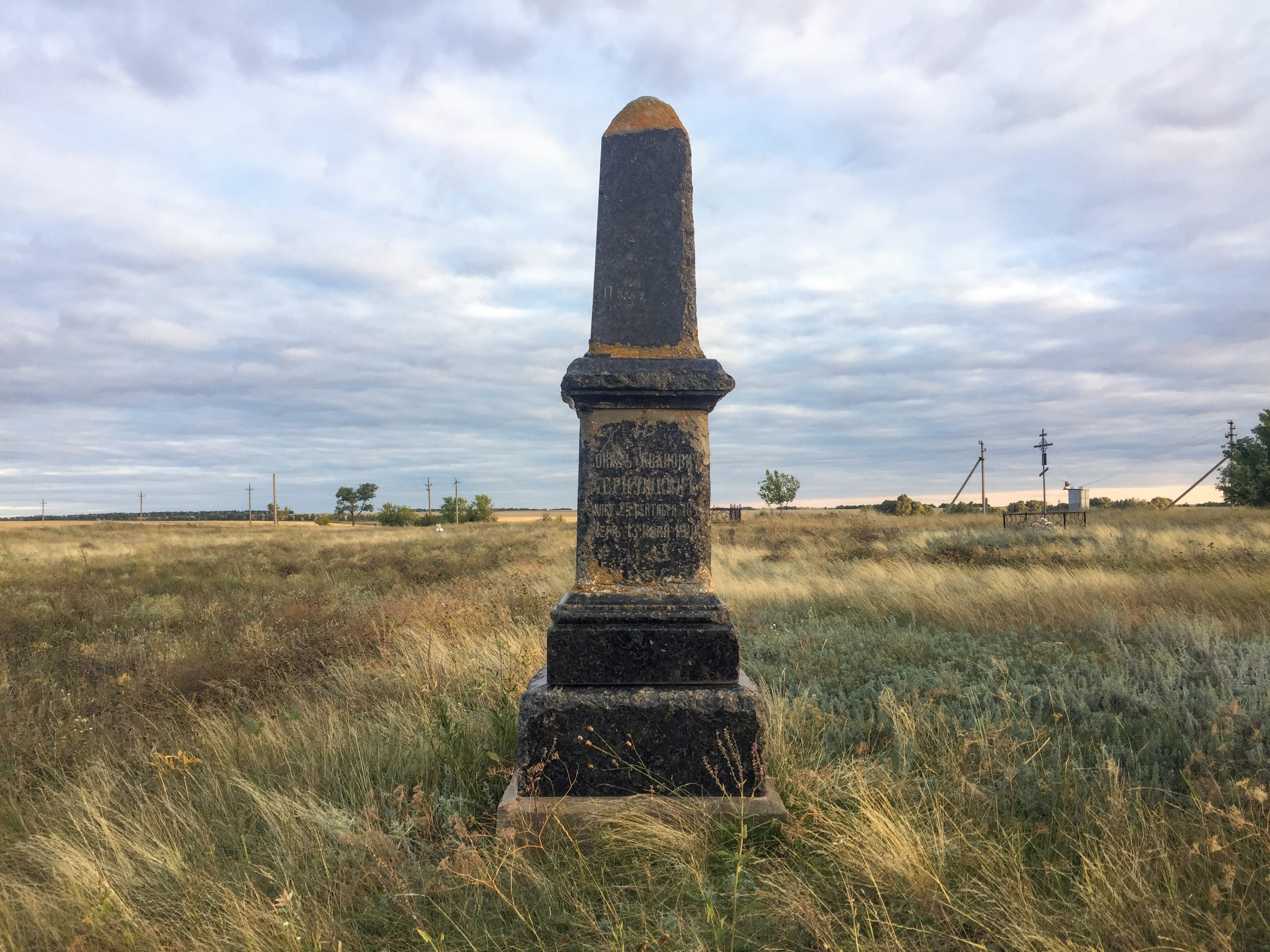
Могила Чернушкина
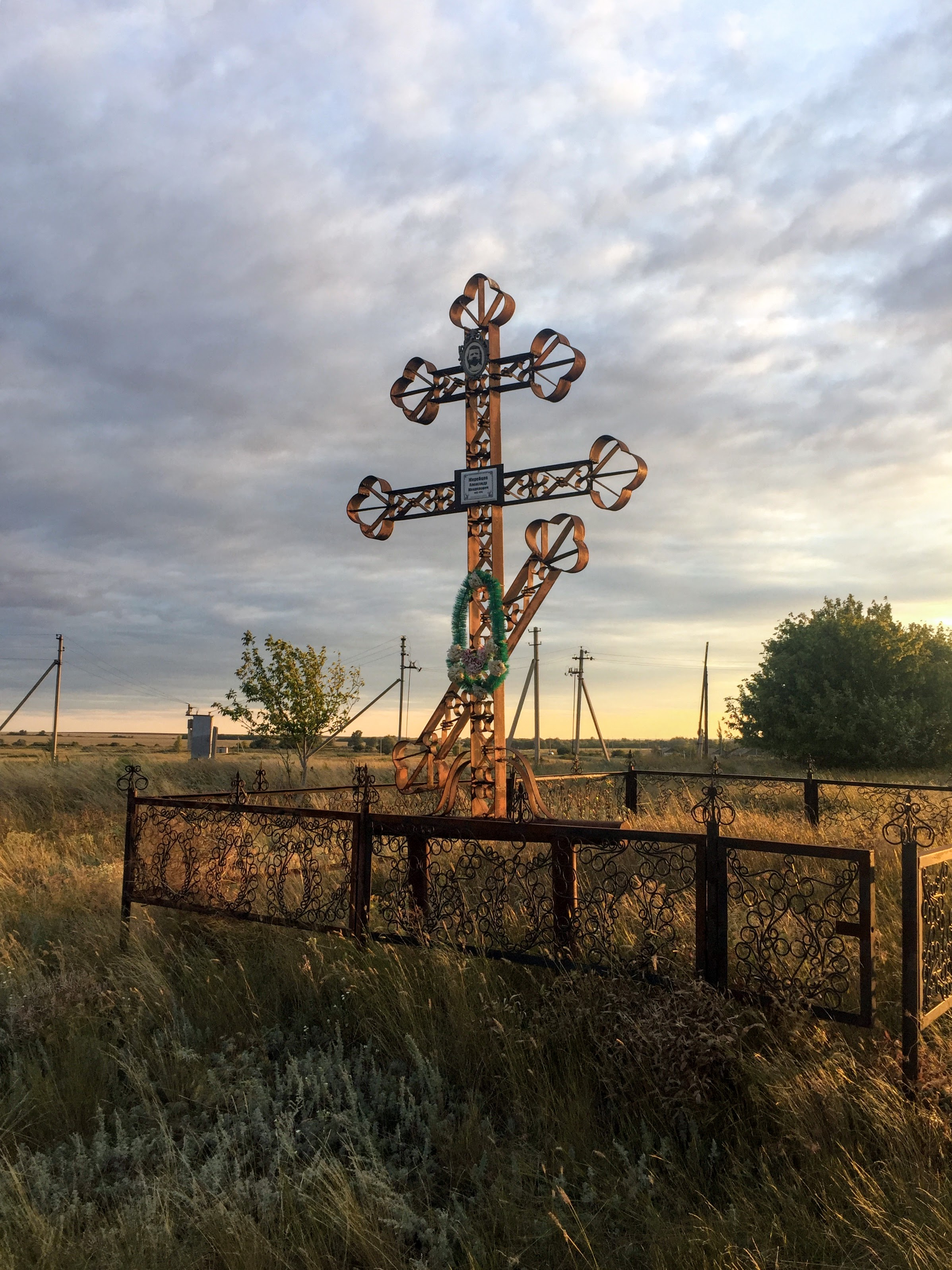
Могила Жеребцова
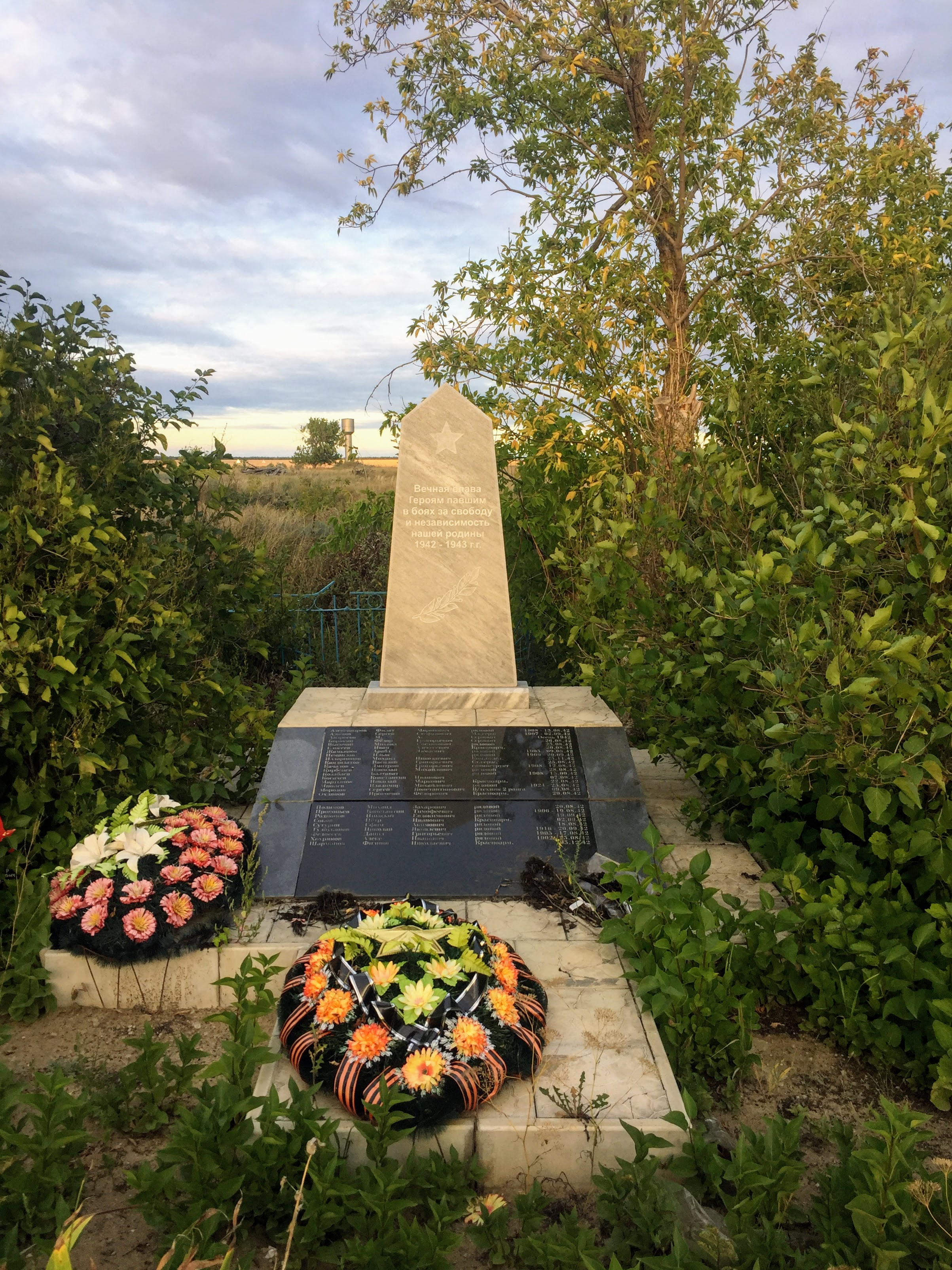
Братская могила советских воинов